# 티모시 카하트

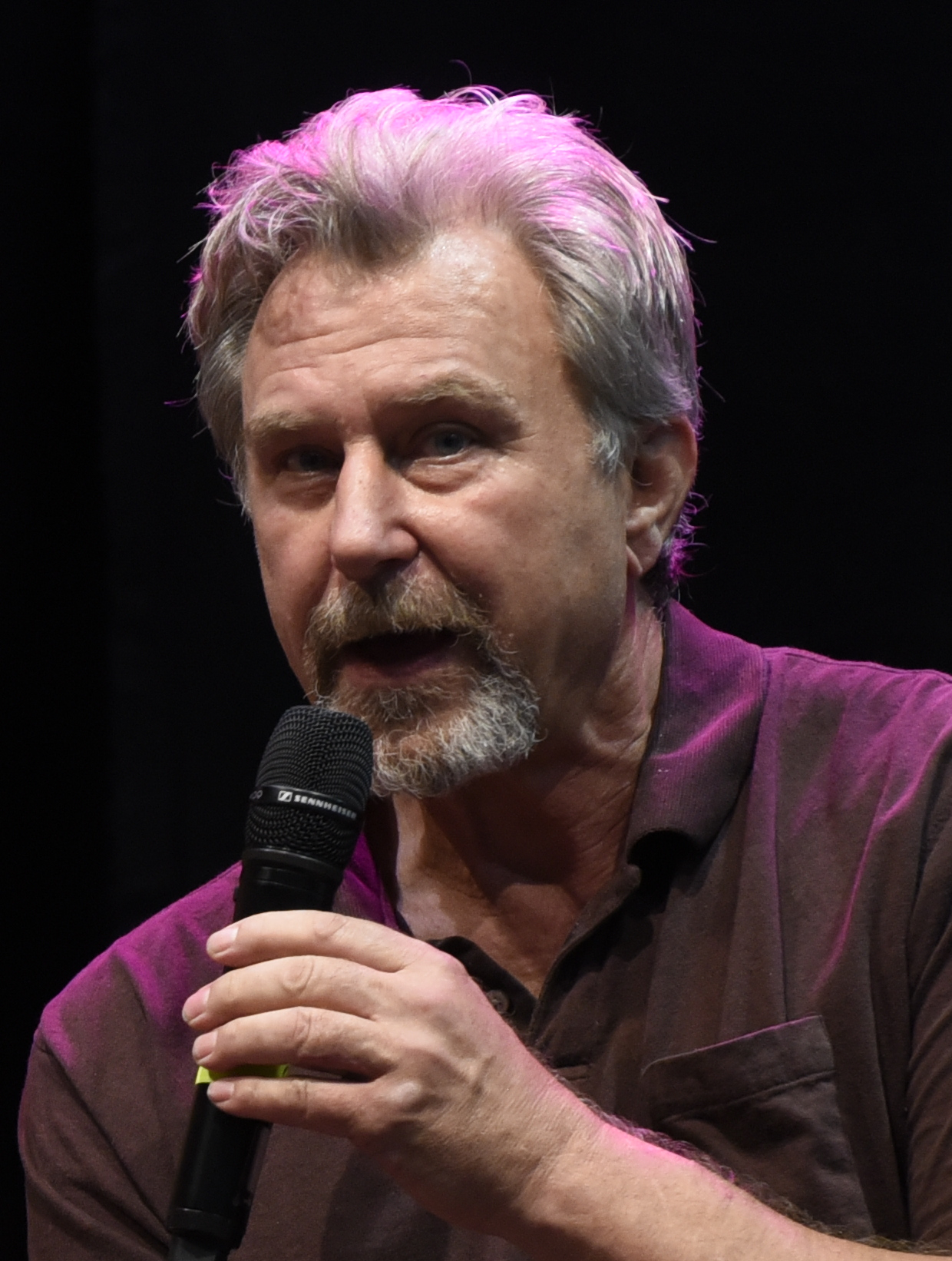

티모시 카하트(Timothy Carhart, 1953년 12월 24일 ~ )는 미국의 텔레비전 배우, 영화배우, 연극 배우이다.
워싱턴 D.C.에서 태어났다.

## 방송
- 24 시즌2

## 영화
- 더 리메이크 (2016년)
- 포리너 2 - 암흑의 새벽 (2005년)
- CSI 라스베가스 시즌3 (2002년) - 에디 윌로우스 역
- 모토크로시드 (2001년)
- 다크 타겟 (2001년)
- 24 시즌1 (2001년)
- CSI 라스베가스 시즌1 (2000년)
- 피와 백합 (1998년)
- 제로 스코어 (1996년)
- 더블 플레이 (1996년)
- 실종 (1996년)
- FBI 기동 타격대 9 - 스모크 점퍼 (1996년)
- 캔디맨 2 (1995년)
- 의뢰인 - 시리즈 (1995년)
- 비버리 힐스 캅 3 (1994년)
- 하늘과 땅 (1993년)
- 함정 탈출 (1992년)
- 배반의 도시 (1992년)
- 함정 살인 (1991년)
- 델마와 루이스 (1991년) - 할랜 역
- 콜 미 안나 (1990년)
- 붉은 10월 (1990년)
- 핑크 캐딜락 (1989년)
- 특명 24시 (1988년)
- 맨하탄 프로젝트 (1986년)
- 달콤한 자유 (1986년)
- 위트니스 (1985년) - 제노비치 역
- 탐정 스펜서 (1985년)
- 고스트버스터즈 (1984년)